# Wereldkampioenschappen freestyleskiën 2019
De wereldkampioenschappen freestyleskiën 2019 werden van 1 tot en met 10 februari 2019 gehouden in Park City (Utah), Verenigde Staten. Er stonden vijftien onderdelen op het programma, zeven voor mannen, zeven voor vrouwen en een gemengd. Nieuw op het programma was het onderdeel big air voor mannen en vrouwen en de gemengde landenwedstrijd aerials. Tegelijkertijd werden in Park City de FIS wereldkampioenschappen snowboarden 2019 gehouden.

## Wedstrijdschema
| Q | Kwalificaties | Goud | Finale |

| Onderdeel↓/Datum → | 1     | 2           | 3 | 4     | 5 | 6           | 7    | 8           | 9           | 10 |
| ------------------ | ----- | ----------- | - | ----- | - | ----------- | ---- | ----------- | ----------- | -- |
| Skicross           | Q / Q | Goud · Goud |   |       |   |             |      |             |             |    |
| Big air            |       | Goud · Goud |   |       |   |             |      |             |             |    |
| Slopestyle         |       |             |   |       |   | Goud · Goud |      |             |             |    |
| Aerials            |       |             |   | Q / Q |   | Goud · Goud |      |             |             |    |
| Aerials team       |       |             |   |       |   |             | Goud |             |             |    |
| Moguls             |       |             |   |       |   |             |      | Goud · Goud |             |    |
| Halfpipe           |       |             |   |       |   |             |      |             | Goud · Goud |    |
| Dual moguls        |       |             |   |       |   |             |      |             | Goud · Goud |    |

## Medailles

### Mannen
| Onderdeel   | Goud                            | Goud                     | Zilver                          | Zilver                          | Brons                         | Brons              |
| ----------- | ------------------------------- | ------------------------ | ------------------------------- | ------------------------------- | ----------------------------- | ------------------ |
| Aerials     | Maksim Boerov Rusland           | 130,09                   | Oleksandr Abramenko Oekraïne    | 126,24                          | Noé Roth Zwitserland          | 125,22             |
| Big air     | Fabian Bösch Zwitserland        | 186,00                   | Henrik Harlaut Zweden           | 184,00                          | Alex Beaulieu-Marchand Canada | 183,25             |
| Halfpipe    | Aaron Blunck Verenigde Staten   | 94,20                    | Kevin Rolland Frankrijk         | 93,80                           | Noah Bowman Canada            | 91,60              |
| Moguls      | Mikaël Kingsbury Canada         | 84,89                    | Matt Graham Australië           | 81,94                           | Daichi Hara Japan             | 81,66              |
| Dual Moguls | Mikaël Kingsbury Canada         | Mikaël Kingsbury Canada  | Bradley Wilson Verenigde Staten | Bradley Wilson Verenigde Staten | Daichi Hara Japan             | Daichi Hara Japan  |
| Skicross    | François Place Frankrijk        | François Place Frankrijk | Brady Leman Canada              | Brady Leman Canada              | Kevin Drury Canada            | Kevin Drury Canada |
| Slopestyle  | James Woods Verenigd Koninkrijk | 86,68                    | Birk Ruud Noorwegen             | 85,40                           | Nick Goepper Verenigde Staten | 85,18              |

### Vrouwen
| Onderdeel   | Goud                                | Goud                      | Zilver                       | Zilver                       | Brons                            | Brons                         |
| ----------- | ----------------------------------- | ------------------------- | ---------------------------- | ---------------------------- | -------------------------------- | ----------------------------- |
| Aerials     | Aleksandra Ramanoeskaja Wit-Rusland | 113,18                    | Ljoebov Nikitina Rusland     | 89,88                        | Xu Mengtao China                 | 89,88                         |
| Big air     | Tess Ledeux Frankrijk               | 184,75                    | Julia Krass Verenigde Staten | 173,75                       | Isabel Atkin Verenigd Koninkrijk | 168,75                        |
| Halfpipe    | Kelly Sildaru Estland               | 95,00                     | Cassie Sharpe Canada         | 94,40                        | Brita Sigourney Verenigde Staten | 90,60                         |
| Moguls      | Joelia Galysjeva Kazachstan         | 79,14                     | Jakara Anthony Australië     | 78,99                        | Perrine Laffont Frankrijk        | 78,70                         |
| Dual Moguls | Perrine Laffont Frankrijk           | Perrine Laffont Frankrijk | Jaelin Kauf Verenigde Staten | Jaelin Kauf Verenigde Staten | Tess Johnson Verenigde Staten    | Tess Johnson Verenigde Staten |
| Skicross    | Marielle Thompson Canada            | Marielle Thompson Canada  | Fanny Smith Zwitserland      | Fanny Smith Zwitserland      | Alizée Baron Frankrijk           | Alizée Baron Frankrijk        |
| Slopestyle  | Afgelast                            | Afgelast                  | Afgelast                     | Afgelast                     | Afgelast                         | Afgelast                      |

### Gemengd
| Onderdeel    | Goud                                             | Goud   | Zilver                                | Zilver | Brons                                                    | Brons  |
| ------------ | ------------------------------------------------ | ------ | ------------------------------------- | ------ | -------------------------------------------------------- | ------ |
| Aerials team | Zwitserland Carol Bouvard Nicolas Gygax Noé Roth | 303,08 | China Xu Mengtao Sun Jiaxu Wang Xindi | 297,82 | Rusland Ljoebov Nikitina Stanislav Nikitin Maksim Boerov | 296,74 |

### Medailleklassement
| Plaats | Land                | Goud | Zilver | Brons | Totaal |
| 1      | Canada              | 3    | 2      | 3     | 8      |
| 2      | Frankrijk           | 3    | 1      | 2     | 6      |
| 3      | Zwitserland         | 2    | 1      | 1     | 4      |
| 4      | Verenigde Staten    | 1    | 3      | 3     | 7      |
| 5      | Rusland             | 1    | 1      | 1     | 3      |
| 6      | Verenigd Koninkrijk | 1    | 0      | 1     | 2      |
| 7      | Estland             | 1    | 0      | 0     | 1      |
| 7      | Kazachstan          | 1    | 0      | 0     | 1      |
| 7      | Wit-Rusland         | 1    | 0      | 0     | 1      |
| 10     | Australië           | 0    | 2      | 0     | 2      |
| 11     | China               | 0    | 1      | 1     | 2      |
| 12     | Noorwegen           | 0    | 1      | 0     | 1      |
| 12     | Oekraïne            | 0    | 1      | 0     | 1      |
| 12     | Zweden              | 0    | 1      | 0     | 1      |
| 15     | Japan               | 0    | 0      | 2     | 2      |
| Totaal | Totaal              | 14   | 14     | 14    | 48     |